# Karl von Grolman
Karl Wilhelm Georg von Grolman(n) (30 de julio de 1777-1 de junio de 1843) fue un general prusiano que participó en las Guerras Napoleónicas.

## Biografía
Grolman nació en Berlín. Entró en un regimiento de infantería a la edad de trece años, fue comisionado como alférez en 1795, teniente segundo en 1797, teniente primero en 1804, y capitán del estado mayor en 1805. Siendo todavía subalterno, se convirtió en íntimo amigo de Scharnhorst, y se distinguió por su carácter enérgico e intrépido antes de la guerra de 1806. Sirvió en el estado mayor de oficiales desde Jena hasta la Paz de Tilsit y alcanzó el rango de mayor en acción por servicio distinguido. Después del hundimiento de Prusia y la subsiguiente paz, Grolman estuvo entre los más activos como asistente de Scharnhorst en la obra de reorganización durante 1809. Se unió a la Tugendbund e hizo esfuerzos para tomar parte en la abortada expedición de Schill, después de la cual entró en el servicio asutríaco como mayor en el estado mayor general.
Después viajó a Cádiz para ayudar a los españoles contra Napoleón y condujo un cuerpo de voluntarios en la defensa de ese puerto contra el mariscal Victor en 1810. Estuvo presente en la batalla de La Albuera, en Sagunto, y en Valencia, donde fue hecho prisionero. Sin embargo, pronto escapó a Suiza, y en 1813 volvió a Prusia como mayor en el estado mayor general. Sirvió sucesivamente a las órdenes del coronel von Dolffs y el general von Kleist como comisario en los cuarteles generales del general ruso Barclay de Tolly.
Grolman tomó parte con Kleist en la victoria en Kulm y se recobró de una severa herida recibida en esa acción a tiempo para estar presente en la batalla de Leipzig. Tuvo un papel destacado en la campaña de 1814 en Francia después de la cual fue hecho mayor general. Con este rango fue seleccionado como intendente-general del príncipe y mariscal de campo Blücher; y tras su comandante y Gneisenau, Grolman tuvo la mayor participación en la dirección de las operaciones prusianas en 1815.
En la decisión, sobre el 18 de junio de 1815, de seguir adelante en asistencia de Wellington, Grolman concurrió activamente, y en tanto que las tropas se aproximaban al campo de batalla, se ha reconocido que supo sobreponerse a la indecisión momentánea de su comandante en jefe y su jefe de Estado Mayor y fue él mismo quien dio la orden de avanzar.
Después de la Paz de 1815, Grolman ocupó importantes posiciones en el Ministerio de Guerra y el Estado Mayor General del nuevo Ejército prusiano, estando dedicado a la reforma de este último. Su último servicio público lo rindió en Polonia como comandante en jefe, y prácticamente como administrador civil del Gran Ducado de Posen, donde hizo cuanto pudo para promover la extensión de la influencia germana. Fue promovido a general de infantería en 1837 y murió el 1 de junio de 1843 en Posen. Sus dos hijos fueron generales en el ejército prusiano y el 18.º Regimiento de Infantería llevó su nombre.
El general von Grolman supervisó y proporcionó gran parte del material para la publicación del Geschichte des Feldzugs 1815 (Berlín, 1837-1838), y el Geschichte des Feldzugs 1814 in Frankreich (Berlín, 1842-1843) de Damitz.

## Familia
Era hermano de Wilhelm Heinrich von Grolman.